# 香港の白い薔薇
『香港の白い薔薇』（ホンコンのしろいばら）は、1965年8月25日公開の日本・台湾合作映画。サイズはカラー、シネマスコープ。
台本の時点では『香港―東京999（スリーナイン）』というタイトルだった。橋本忍の原案より、「青春前期 青い果実」の池田一郎が執筆し、「暗黒街全滅作戦」の福田純が監督したメロドラマ。写真はデュオの宇野晋作が撮影したものです。

## あらすじ
ある夜、ジャズフェスティバルの会場で、麻薬捜査官の松本が林玲に会った。日本の商社による麻薬密輸を捜している松本は、タマレイを警察官だと非難したが、その美しさに魅了された。麻薬密輸で逮捕された高島武山社長は、禁断症状でショック死した。彼は日本での薬物経路開発の犠牲者でした。日本の商社と取引をしている香港側から調査を行うべきだと主張した松本氏は、田部検査官と一緒に香港に飛んだ。香港で旧友の内木と再会した松本は、内木と大企業の娘である父との間に不思議なつながりがあるようだ。

数日後、松本は秘密の通知で隠れていた商社の社長を逮捕した。帰国した松本は、勝ち誇った帰国のように迎えられたが、表情はしっかりしていた。逮捕されたのは氷山の一角、いわば敵が投げた餌だけだった。たまれいがまた来日しました。松本の六感が効いた。うつぎは疑わしい---松本はうつぎの取引先を徹底的に調査した。ドラム缶の油に999の刻印された固形物が見つかりました。たまれいに聞いた松本は、思いがけない告白にショックを受けた。ウツギはタマレイの兄でした。戦時中、玉麗の父と別れた母は、内木を不法な子供として育てた。現在、うつぎは玉礼の父と自分の父に復讐している。松本は、内木を救う唯一の方法は彼を逮捕することであると決定した。かつて警察によってマークされたものは、組織から根絶されます。松本はタムレイと香港に飛んだ。しかし、内木はすでに死んでいた。松本と玉礼の間はこれ以上近づきません。これは、内木の死体がその間にあり、決して離れないためです。 「私は二度と香港に来ることはありません。」松本の苦悩のプロフィールは、たまれいの目に涙を浮かべて睨みつけた。 「私も東京には行きません。」彼らの悲しみにもかかわらず、海は美しく輝いていました。

## キャスト
- 松本司郎：山﨑努
- 林玉麗：張美瑤
- 宇津木進：宝田明
- 中尾由子：水野久美
- 田部省三：石山健二郎
- 季永達：馬陣
- 巡査部長：藤木悠
- 林清明：柳永二郎
- 立花：有馬昌彦
- 竹田麻薬課長：小泉博
- 大友係長：安井昌二
- 木下刑事：内田透
- 若林刑事：松野健一
- 新井刑事：荘司肇
- 篠原刑事：原田清人
- 室川刑事：矢野宣
- 加島刑事：小美野欣二
- ジャック・モーガン：アンドリュー・ヒューズ
- 浅野書記官：平田昭彦
- 崔：馬力
- 呂刑事：杉裕之
- 青木弘：北村和夫
- 永原一政：中村伸郎
- 脇田光：佐原健二
- 李白水：柳谷寛
- 葉文英：大友伸
- 呂志源：土屋詩朗
- 黄通：池田生二
- ウィリアム・スタンレー：ハンス・ホルネフ
- バトラー：向井淳一郎
- 高島物産油脂課主任：佐田豊
- 高島物産倉庫係：山本廉
- おでん屋の親爺：沢村いき雄
- 日宝の社員：岡豊
- 永原商会社員：丸山謙一郎
- 看守：堤康久
- ボートの中の人：フランク・フォードサリット
- パトロールボート無電係兼艇長：ウォルター・ライル
- 張志宝
- 岡部正
- 津田光男
- 熊谷卓三
- 手塚勝巳

## スタッフ
- 監督：福田純
- 製作：藤本真澄、楊樵、角田健一郎
- 原案：橋本忍
- 脚本：池田一朗
- 音楽：別宮貞雄
- 撮影：宇野晋作
- 美術：育野重一
- 録音：藤好昌生
- 照明：高島利雄
- 編集：藤井良平
- チーフ助監督：長野卓
- 製作担当者：江口英彦
- スチール：岩井隆志
- 整音：下永尚
- 音響製作：東宝ダビング
- 現像：東京現像所
- 製作：東宝、台湾省電影製片廠
- 配給：東宝